# Engel (Ben-Lied)
Engel ist ein Lied und die Debütsingle des deutschen Popsängers Ben aus dem Jahr 2002, in Zusammenarbeit mit der deutschen Popsängerin Gim.

## Entstehung und Veröffentlichung
Geschrieben und produziert wurde das Lied von Hans Wegemund. Beim Schreibprozess erhielt er Unterstützung durch Alvah Israel.
Die Erstveröffentlichung von Engel erfolgte als Single am 14. Januar 2002 bei Das Musiklabel. Diese erschien als CD-Maxi-Single mit fünf verschiedenen Versionen des Liedes (Katalognummer: 74321 84583 2). Am 20. August 2002 erschien das Lied als Teil von Bens Debütalbum Hörproben, dessen erste Singleauskopplung es ist (Katalognummer: 74321 94601 2).

## Inhalt
„Selbst Engel weinen, Engel leiden, Engel fühl’n sich mal alleine.

Sie verzweifeln, wie jeder andre, fallen tief und haben Feinde.“

## Musikvideo
Regie beim dazugehörigen Musikvideo führte Esther Gronenborn. Das Video zählte bis Oktober 2024 über 6,6 Millionen Aufrufe auf der Videoplattform YouTube.

## Kommerzieller Erfolg

### Chartplatzierungen
| ChartsChartplatzierungen | Höchstplatzierung | Wochen |
| ------------------------ | ----------------- | ------ |
| Deutschland (GfK)        | 2 (24 Wo.)        | 24     |
| Österreich (Ö3)          | 1 (28 Wo.)        | 28     |
| Schweiz (IFPI)           | 8 (18 Wo.)        | 18     |

| ChartsJahrescharts (2002) | Platzierung |
| ------------------------- | ----------- |
| Deutschland (GfK)         | 6           |
| Österreich (Ö3)           | 9           |
| Schweiz (IFPI)            | 69          |

### Auszeichnungen für Musikverkäufe
Engel verkaufte sich laut Quellen über 450.000 Mal, davon sind 270.000 Einheiten durch Schallplattenauszeichnungen belegt.
| Land/Region        | Auszeichnungen für Musikverkäufe (Land/Region, Auszeichnung, Verkäufe) | Verkäufe |
| ------------------ | ---------------------------------------------------------------------- | -------- |
| Deutschland (BVMI) | Gold                                                                   | 250.000  |
| Österreich (IFPI)  | Gold                                                                   | 20.000   |
| Insgesamt          | 2× Gold ·                                                              | 270.000  |